# André Cassagnes

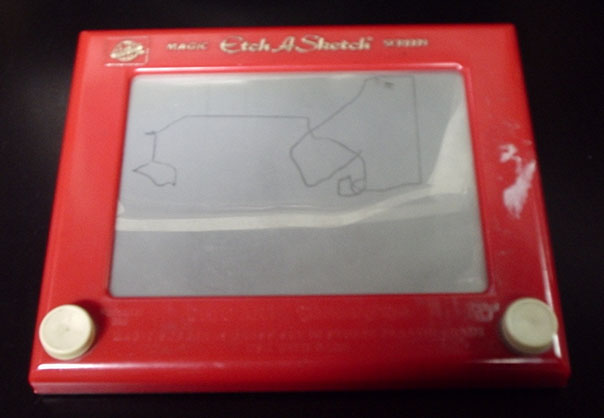
Modelo estadounidense de Telesketch

André Cassagnes (23 de septiembre de 1926 – 16 de enero de 2013)  fue un inventor francés. Es conocido por el diseño de la pantalla mágica conocida como Telesketch de la que se vendieron más de 100 millones de copias en todo el mundo, también llamada pantalla pizarra mágica comercializada en Francia bajo la marca Telecran.

## Biografía
Nacido en París, de adolescente trabajó en la panadería de sus padres. Alérgico a la harina, se vio obligado a buscar otra actividad profesional.
Trabajó como electricista en los Cassagnes una empresa de Lincrusta que utilizaba el polvo de aluminio en su trabajo, adherido al vidrio y dándole un aspecto metálico. Esta observación le inspiró a la invención de la Pantalla Mágica, que consiste en una pantalla gris rodeado de dos botones rojos y blancos, presentada en la Feria de Núremberg en el año 1959. La firma estadounidense de Ohio Art Company contacta con él para hacer la versión final del juguete, el Etch a Sketch comercializa desde 1960.
Cuando el Telesketch llegó a Estados Unidos, enseguida ganó varios premios otorgados por la industria juguetera estadounidense y su imagen forma parte de la industria cultural de EE. UU., con apariciones en películas internacionalmente conocidas como Toy Story.

## Diseñador de cometas
Antes de ser conocido como el creador del Telesketch, Cassagnes también fue reconocido como diseñador de cometas, siendo el fabricante más famoso de cometas en la Francia de los años 80.

## Patentes
Al no tener el dinero para presentar una patente, André Cassagnes utilizó un inversor, que apoyó a su tesorero, Arthur Granjean, en el papeleo y la burocracia. Es por ese motivo que nombre de Granjean aparece como registrador de la patente. La invención se atribuye con frecuencia a Arthur Granjean, mientras que, según algunas fuentes, parece que vuelve a André Cassagnes.